# Человеческое желание (фильм)
«Человеческое желание» (англ. Human Desire) — американский фильм нуар режиссёра Фрица Ланга, вышедший на экраны в 1954 году.
Сценарий картины написан Альфредом Хейсом по мотивам романа Эмиля Золя 1890 года «Человек-зверь». Ранее по этому роману было поставлено два фильма — немецкий немой фильм «Зверь в человеке» Людвига Вольфа (1920—1921) и «Человек-зверь» Жана Ренуара (1938). Круто замешанная на темах измены и обмана, ревности и шантажа, алкоголизма, звериной ярости и насилия, эта криминальная мелодрама рассказывает историю обречённой любви, ненависти и страсти внутри любовного треугольника. В отличие от романа действие картины перенесено в один из промышленных штатов США в период сразу после окончания Корейской войны 1950—1953 годов.
Это был второй фильм Фрица Ланга с участием Гленна Форда и Глории Грэм, после вышедшего за год до этого очень успешного фильма нуар «Большая жара» (1953).

## Краткое содержание
Поезд мчится, мелькают рельсы, станции, заводы, жилые кварталы. В кабине машиниста двое — Джефф Уоррен (Гленн Форд) и его старый друг и партнёр Алек Симмонс (Эдгар Бьюкенен). Поезд приходит в их родной городок в одном из промышленных штатов Среднего Запада. На конечной станции они встречают одного из служащих Карла Бакли (Бродерик Кроуфорд), который с озабоченным видом направляется в здание дирекции.
Джефф только что уволился из армии, отслужив три года на Корейской войне, у него нет своего дома, и он временно живёт у Алека. Джеффа тепло встречают жена Алека Вера Симмонс (Дайан ДеЛейр) и его молодая дочь Эллен (Кетлин Кейс), которая испытывает не только дружеские, но и романтические чувства к Джеффу.
Карл возвращается с работы домой и объявляет своей молодой, привлекательной жене Вики (Глория Грэм), что его уволили с работы за срыв погрузки товара, и это за пять лет до пенсии. Вики предлагает уехать на восточное побережье, но Карл рассчитывает восстановиться на работе и для этого просит Вики позвонить Оуэнсу. Оуэнс — влиятельный бизнесмен, в доме которого мать Вики работала экономкой, а сама Вики прожила там до 16 лет и прекрасно с ним знакома. Вики против своего желания договаривается с Оуэнсом о встрече.
Вики и Карл едут на поезде в город на встречу с Оуэнсом, этим же поездом в качестве машиниста едет и Джефф.
По приезде в город Вики направляется в офис Оуэнса, а Карл ожидает её на квартире их общей знакомой. Через пять часов Вики возвращается и сообщает, что Оуэнс позвонил директору станции, и Карла восстановили на работе. Карл пытается обнять жену, но она грубо её отталкивает. Карл начинает ревновать, добиваясь от жены признания, чем она занималась с Оуэнсом в течение пяти часов. Когда она бросает фразу, что «все вы мужчины одинаковы», это вызывает у Карла бешеный приступ ярости, он начинает избивать Вики, убеждённый в том, что она изменила ему. Наконец, придя в себя, Карл требует, чтобы Вики написала письмо следующего содержания: «Муж остался в городе, я приду в твое купе ночью», и отправляет его с курьером Оуэнсу.
На вокзале они видят, как посыльный передаёт письмо Оуэнсу, который едет в командировку тем же поездом, что и они. Этим же поездом возвращается домой и Джефф, на этот раз в качестве пассажира.
Ночью Карл ведёт Вики к купе Оуэнса. Когда тот открывает Вики дверь, из-за её спины врывается Карл и несколько раз бьёт Оуэнса ножом в живот, затем достаёт из его карманов написанную Вики записку, деньги и ценные вещи. Выходя из купе, Карл замечает курящего в тамбуре Джеффа, который может его опознать. Карл посылает Вики, чтобы она увела Джеффа. Вики подходит к Джеффу, знакомится с ним и приглашает в бар. По дороге они замечают свободное купе, заходят туда покурить, от сотрясения поезда они попадают в объятия друг друга и целуются, после чего Вики убегает и возвращается в купе к ожидающему её Карлу. На следующее утро после прибытия поезда Карл встречает на станции Джеффа и знакомит его со своей женой.
Дома Карл сжигает в печи свою одежду, на которой могут быть следы крови, и уничтожает все улики, а похищенные ценности прячет в тайнике. Вики пытается определить, куда Карл спрятал записку, которой он её шантажирует, но не может её найти.
Полиция обнаруживает в купе поезда труп Оуэнса и начинает расследование. Кондуктор показывает, что в ночь убийства встретил в тамбуре Джеффа. Его вызывают для дачи свидетельских показаний, он сообщает, что видел ночью пару человек, проходивших по составу. На опознание вызывают всех пассажиров поезда, включая Карла и Вики, но Джефф отвечает, что никого из них не видел. Дело заходит в тупик, и полиция надеется, что рано или поздно всплывут украденные часы, по которым удастся выйти на убийцу.
В местном баре Джефф встречает Вики в компании сильно пьяного Карла, которого они приводят домой и отправляют спать. Оставшись с Вики вдвоём, Джефф говорит, что догадался, что она вышла из купе Оуэнса, и просит объяснить, что произошло на самом деле. Она отвечает, что действительно пришла к Оуэнсу, но увидела, что он убит, и в страхе убежала. Далее она рассказывает, что Карл её систематически избивает и в доказательство демонстрирует следы побоев на плече. Джефф и Вики обнимаются.
Карл приходит с работы, но Вики не обращает на него внимания и отказывает ему в ласках, показывая всем видом, что ничего общего между ними быть не может, и она не уходит от него только из-за записки, который он её шантажирует. С горя Карл достаёт из тайника деньги и уходит напиваться в бар. Вики звонит Джеффу. Они встречаются на железнодорожной станции, обнимаются, целуются, она спрашивает, трудно ли убить человека. Договариваются о встрече на квартире у её подруги.
Алек догадывается, с кем Джефф встречается по ночам и советует держаться от неё подальше, потому что городок маленький и скоро могут пойти слухи, что может разрушить его репутацию.
На квартире подруги Джефф говорит Вики, что любит её, но не может больше встречаться тайком и предлагает пожениться. Вики отвечает, что она тоже хотела бы выйти за него замуж, но это невозможно. Она рассказывает ему, что это Карл убил Оуэнса. И хотя у неё с Оуэнсом ничего не было, Карл избил её и принудил написать записку о тайном свидании, которой теперь шантажирует. Джефф говорит, что теперь, если он не расскажет все полиции, то станет соучастником преступления. Вики рыдает, он её утешает, обещает во всем разобраться.
Во время очередной встречи Вики сообщает, что Карла опять уволили с работы, и они на следующий день собираются уехать в другой город. Джефф не хочет её отпускать, Вики задумчиво произносит, как было бы хорошо, если бы с Карлом произошёл несчастный случай. Джефф поднимается и решительно направляется в бар, в котором проводит вечера Карл.
Когда пьяный Карл выходит из бара, Джефф следует за ним, догоняя на железнодорожных путях…
Вернувшись к Вики, Джефф рассказывает, что хотел убить Карла, но не смог, а просто отвёл его к диспетчеру станции. Ему приходилось убивать на войне, но там он убивал врагов, а убить жалкого и беспомощного человека у него не поднялась рука. В возмущении Джефф говорит, что Вики все время его обманывала. Она влюбила его в себя и стала им манипулировать — ради неё он был вынужден промолчать на суде, затем она скомпрометировала его, рассказав про убийство Оуэнса, а теперь толкает на убийство Карла. Вики отвечает, что это не так, что она его любит, просто так складываются обстоятельства. Когда она жила в доме Оуэнса, в 16 лет он обратил на неё внимание и первый раз занялся с ней любовью, затем их встречи продолжались. Она вышла замуж за Карла, рассчитывая, что отношения с Оуэнсом прекратятся, но этого не произошло. Когда Карлу понадобилась её связь с Оуэнсом, он использовал её, а затем в порыве ревности убил его. Джефф говорит, что между ними все кончено, и уходит, она просит его остаться, говорит, что любит. На прощанье Джефф говорит, что вытащил компрометирующую записку из кармана Карла и отдаёт её Вики.
На следующий день Вики садится в поезд, чтобы уехать в другой город одна. В купе врывается Карл, требуя, чтобы она вернулась, затем униженно просит её остаться, говорит, что готов вернуть ей записку, не зная, что записки у него уже нет. Вики отвечает, что любит Джеффа и уезжает потому, что он бросил её, когда она попросила убить Карла. Зная, что он больше не сможет её шантажировать, Вики говорит, что все время была любовницей Оуэнса и не потому, что он принуждал её, а потому, что она сама этого хотела, рассчитывая занять место его жены. В порыве ярости Карл бросается на Вики и душит её.

## В ролях
- Гленн Форд — Джефф Уоррен
- Глория Грэм — Вики Бакли
- Бродерик Кроуфорд — Карл Бакли
- Эдгар Бьюкенен — Алек Симмонс
- Кэтлин Кейс — Эллен Симмонс
- Пегги Мэйли — Джин
- Дайан ДеЛейр — Вера Симмонс
- Грэндон Родс — Джон Оуэнс

## Оценка критики
Брайан Джей Диллард написал в Allmovie.com: «Хотя этот фильм и не относится к шедеврам нуара Ланга, тем не менее, эта жесткая и беспощадная история неверности и шантажа ещё раз напоминает, что даже проходные фильмы Ланга остаются живыми, увлекательными и неотразимыми… Назадолго до того удостоенному Оскара за картину „Отныне и во веки веков“, оператору Бернетту Гаффи удается точно передать ощущение духовного опустошения героев меланхоличными съемками ночной сортировочной станции».
Критику Денису Швартцу понравился визуальный ряд фильма, он написал «Оператор Бернетт Гаффи безжалостен в отображении духовного опустошения персонажей, используя не предвещающие ничего доброго кадры многочисленных железнодорожных путей, сплетающихся и расходящихся на железнодорожной станции ночью. Они становятся метафорой человеческих путей, пересекающихся друг с другом. Пронзительный и суровый, фильм „Человеческое желание“ — это мрачная аллегория на тему темных сторон человеческой мотивации и развращенности души, и отчаянных персонажей, живущих неудовлетворенными жизнями. Эта картина не относится к величайшим работам Ланга (временами она тяжеловесна), но все, что делает Ланг, обладает мощью, которую трудно забыть. Этот фильм развлекает как захватывающая мелодрама».
Критик Дейв Керр написал о фильме: «Глория Грэм в своей самой бесстыдной роли, просит Гленна Форда покончить со своим мужем-грубияном, Бродериком Кроуфордом… Увлекательная мелодрама, которую омрачает только неспособность Форда адекватно передать ощущение обреченности его персонажа».